# Monte San Giorgio (Alpi Cozie)
Il Monte San Giorgio (Mont San Giòrs in piemontese)  è una montagna delle Alpi Cozie (Gruppo dell'Orsiera) alta 837 m s.l.m.; si trova nel comune di Piossasco (TO), a breve distanza dal centro storico. Escludendo la collina torinese è il rilievo montuoso più vicino a Torino in linea d'aria insieme al Musinè. 
Per la sua posizione avanzata nella pianura torinese è un notevole punto panoramico ed è visibile anche da molto lontano.

## Descrizione

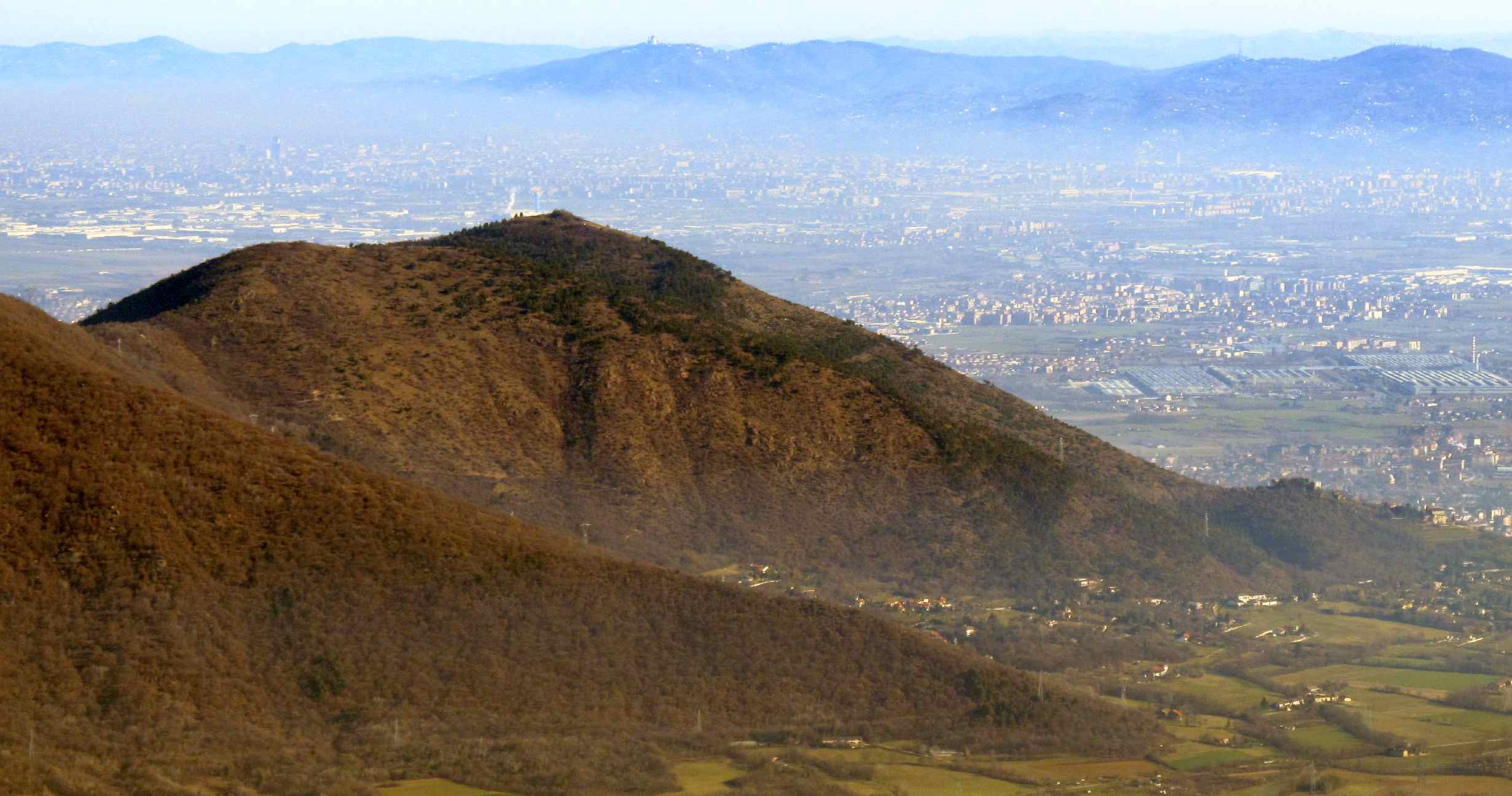
Il versante affacciato sulla val Chisola visto dal Monte Brunello

Si tratta di una ripida elevazione in buona parte boscosa sul cui punto culminante convergono quattro crinali. Quello meridionale, che parte dalla località Tre Castelli, e quello orientale, che parte da San Valeriano, definiscono l'ampio e assolato versante sud-est, che ripara il centro storico di Piossasco dai venti occidentali. I versanti esposti a nord sono più freschi e coperti da fitti boschi di conifere, mentre quello sud-occidentale è più arido con una vegetazione mista di roverelle, ontani, prugnoli, lecci, pini marittimi e pini neri; la vegetazione arborea è stata molto ridotta dal grande incendio del 1999 ma si è notevolmente ripresa negli ultimi anni e arricchita di varietà.
A ovest il Colle della Serva (726 m s.l.m.) collega il Monte San Giorgio, che sugli altri lati si presenta isolato, alla cresta alpina. Percorrendo infatti la dorsale dalla punta del San Giorgio verso ovest si incontra il Colle della Serva, si risale al Monte Rubata Bo (824 m s.l.m.), si riscende al Colle di Prè (713 m s.l.m.), si risale sul Monte Montagnazza (892 m s.l.m.), si arriva a un passo senza nome e poi si risale al Monte Pietraborga (926 m s.l.m.). Il sistema Pietraborga - San Giorgio è a sua volta collegato alla dorsale alpina dal Colle Frasca a ovest del quale c'è il modesto sistema del Truc Montegrosso e del Truc le Creste (827 m s.l.m.). Ma a ovest di tale sistema, valicata la Colletta di Cumiana (nei pressi del Villaggio del Sole) la dorsale alpina comincia faticosamente a innalzarsi. Solo molti chilometri a ovest della cima del Monte San Giorgio si trovano cime che superano consistentemente i mille metri, quali il Monte Brunello (1274 m s.l.m.) e il Monte Tre Denti (1361 m s.l.m.).
Sulla cima della montagna, oltre ad una croce metallica bianca che di notte è illuminata ed è ben visibile dal paese, si trova la piccola chiesa romanica di San Giorgio precedente all'anno mille e restaurata nel 1982.
Sul punto culminante è collocato anche il punto geodetico trigonometrico dell'IGM denominato San Giorgio di Piossasco (067092).
A breve distanza dalla vetta, nei pressi della pista di decollo del parapendio, è ubicato poi il rifugio costruito dagli Alpini e dedicato alla memoria del tenente Lorenzo Nicola, medaglia d'oro al valor militare, caduto sul fronte russo nel 1943.

## Geologia
Le rocce che costituiscono la montagna fanno parte del Massiccio Ultrabasico di Lanzo, una formazione geologica di origine profonda. A tale formazione, che emerge alla superficie con un ampio arco aperto sulla pianura torinese, appartengono anche il monte Musinè e i rilievi che hanno ospitato l'amiantifera di Balangero.
Le rocce prevalenti, le peridotiti, sono molto ricche di magnesio e questo influenza anche la natura dei suoli che si formano dalla loro degradazione e quindi il tipo di vegetazione presente sulla montagna.

## Storia

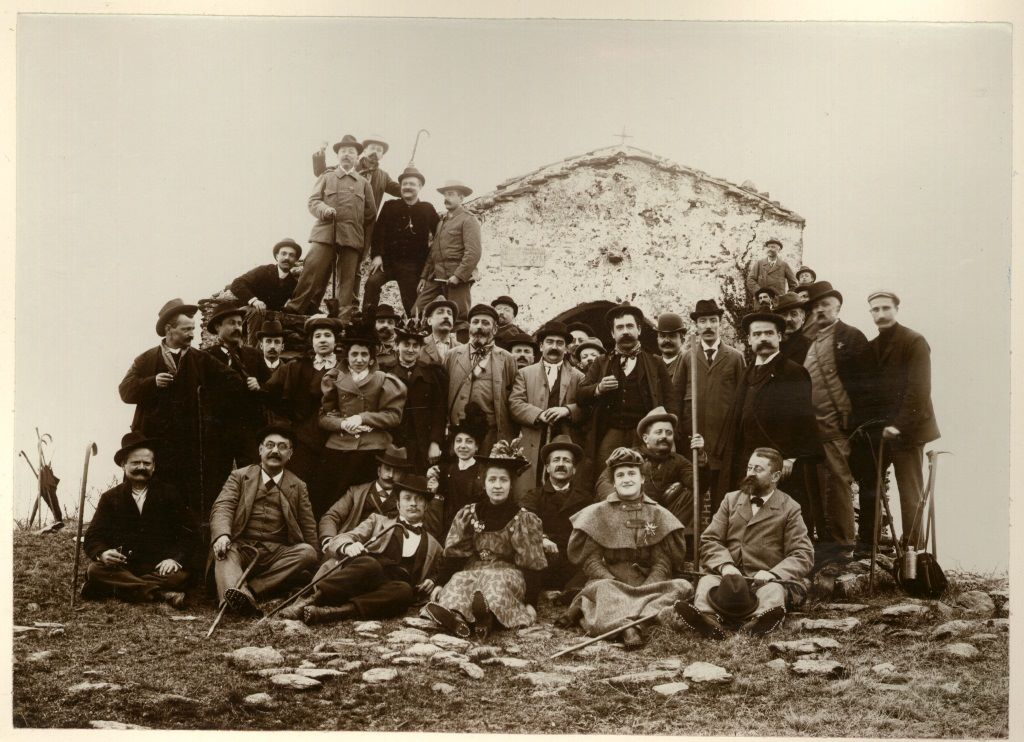
Gruppo di escursionisti sulla cima del monte nel 1909 (foto M.Gabinio)

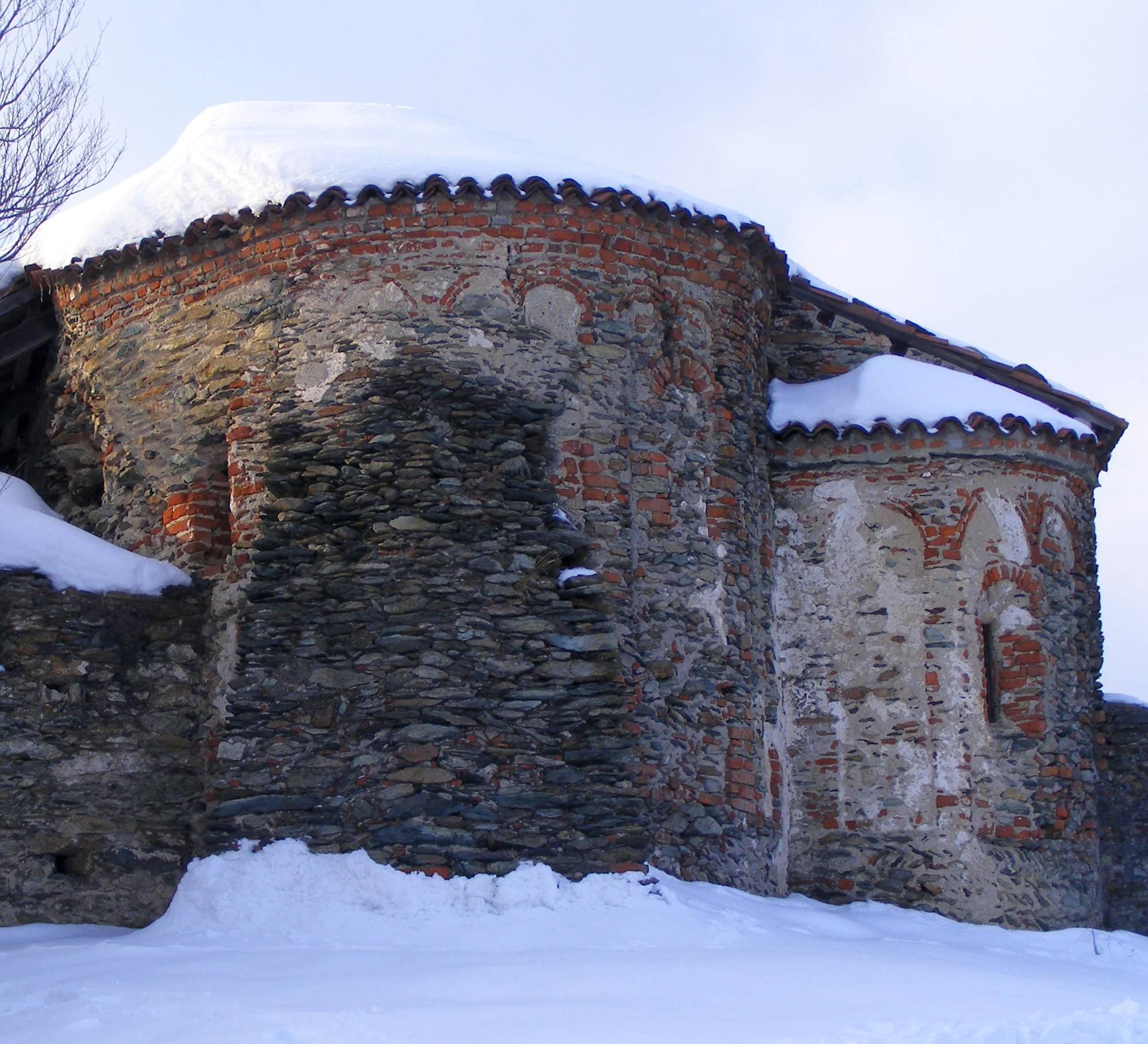
L'abside della chiesa di San Giorgio

Il monte San Giorgio, per la sua posizione avanzata rispetto alla pianura e isolata su tre lati, ha sempre rappresentato un importante punto di riferimento visivo per l'area circostante.
A causa di questa collocazione la montagna è stata spesso utilizzata a fini religiosi, come testimonierebbero reperti risalenti a un periodo compreso tra l'età del bronzo e quella del ferro, tra i quali spicca un masso-altare nel quale sono incise 148 coppelle.
Anche in epoca medioevale, mentre ai piedi del San Giorgio venivano costruite fortificazioni militari quali i "tre castelli" di Piossasco, sulla cima della montagna fu costruito un edificio religioso, la piccola chiesa romanica di San Giorgio. La chiesa è precedente all'anno mille ed è caratterizzata da tre piccole absidi. Alcuni affreschi del XIV secolo, ora non più visibili, erano presenti in loco fino alla fine dell'Ottocento. Attorno alla chiesa recenti scavi hanno ritrovato i resti di un insediamento monastico. L'insediamento monastico del monte San Giorgio è uno dei luoghi del cuore del FAI.
La montagna all'inizio del XX secolo si presentava quasi priva di vegetazione arborea; nel corso della prima metà del Novecento furono effettuati vasti rimboschimenti con conifere privilegiando il pino nero e il pino marittimo sui versanti esposti a sud e il larice su quelli rivolti a settentrione. Nel febbraio del 1999 un incendio di grandi proporzioni distrusse quasi del tutto la vegetazione arborea dei versanti meridionali; nel decennio successivo la vegetazione spontanea (in particolare querce) e in parte anche il pino marittimo hanno iniziato a ricolonizzare l'area.
Nel corso dei tentativi di contrastare l'incendio messi in atto dalla Associazione Anti Incendi Boschivi (AIB) trovò la morte un giovane volontario, David Bertrand.
 Alla sua memoria è stato inaugurato nel 2009 un sentiero dello sviluppo di 33 km che collega il Monte San Giorgio con Roletto passando per il Parco naturale del Monte Tre Denti - Freidour.

## Accesso alla cima

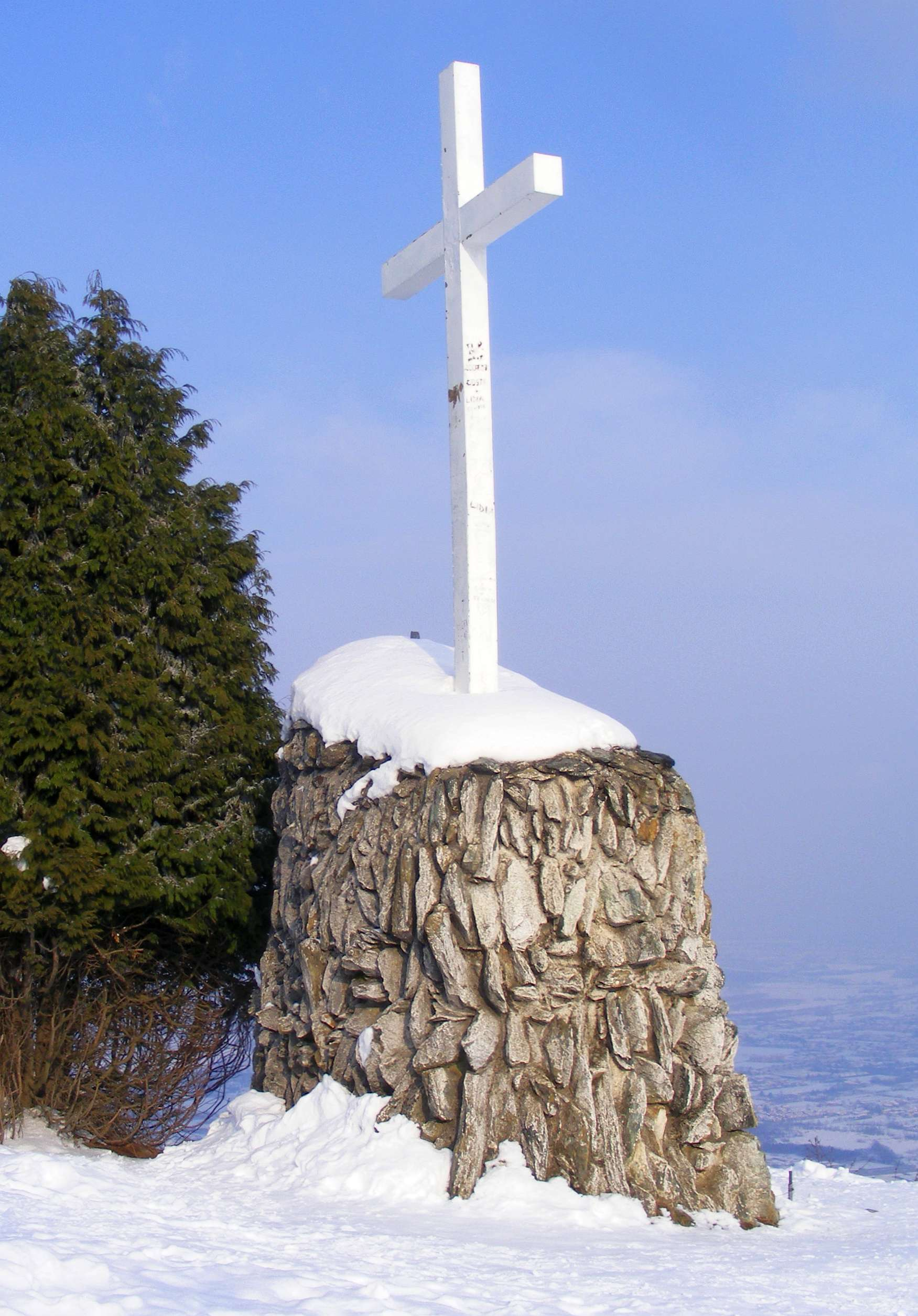
La croce di vetta

### Accesso pedonale
La montagna è d'interesse escursionistico e la via di accesso più breve da Piossasco è il sentiero che parte dalla località  "Tre castelli" e, attraversando il punto denominato "Croce dei Castelli" (450 m), sale tenendosi sempre a breve distanza dalla soleggiata cresta sud. Un altro sentiero che collega la cima con Piossasco passando per la chiesetta di San Valeriano può essere utilizzato in discesa per compiere un anello. Per la montagna passano anche altri sentieri, tra cui già citato sentiero David Bertrand.

### Mountain bike
In mountain bike si percorre invece, sempre con partenza da Piossasco, lo sterrato che sfiora la chiesetta di San Valeriano, attraversa a mezza costa il versante nord-est del monte e, raggiunto il colle della Serva (728 m s.l.m.), sale con vari tornanti alla cima lungo il versante nord.

### Accesso invernale
Negli inverni particolarmente nevosi può essere risalito con le ciaspole

## Volo libero
Il monte San Giorgio è uno dei siti di decollo più noti e apprezzati del Piemonte per il "volo libero", ovvero volo senza utilizzo di motore con parapendio o deltaplano. A partire dagli anni ottanta del Novecento si è formata a Piossasco un'associazione di appassionati che organizza manifestazione e competizioni, in genere centrate sul Monte San Giorgio, la cui cima priva di particolari asperità ed elevata di circa 500 metri al di sopra della pianura antistante è particolarmente adatta allo scopo.

## Tutela naturalistica
Il Monte San Giorgio dà il nome al Parco naturale di interesse provinciale del Monte San Giorgio, istituito nel 2004 e facente parte del sistema delle aree protette della Regione Piemonte.

## Cartografia
- 6 - Pinerolese Val Sangone, scala 1:25.000, ed. Fraternali
- 17 - Torino Pinerolo e Bassa Val di Susa, scala 1:50.000, ed. IGC - Istituto Geografico Centrale